# Метробий
Метро́бий (лат. Metrobius; умер после 78 года до н. э.) — древнеримский театральный актёр времён Республики, близкий друг Луция Корнелия Суллы.

## Биография
Происхождение неизвестно. Выступал в театрах в период Римской республики, играя в спектаклях исключительно роли женских персонажей.
В течение многих лет был близким другом Луция Корнелия Суллы участвовал с ним в трапезах и кутежах. Когда Сулла женился на патрицианке Валерии Мессале, Сулла проводил время в обществе Метробия и других актёров.
Впрочем, и поселив Валерию в своём доме, он не отказался от общества актрис, актёров и кифаристок. С самого утра он пьянствовал с ними, валяясь на ложах. Ведь кто в те дни имел над ним власть? Прежде всего комический актер Росций, первый мим Сорик и изображавший на сцене женщин Метробий, которого Сулла, не скрываясь, любил до конца своих дней, хотя тот и постарел.
После смерти Суллы, его друга и покровителя, судьба Метробия неизвестна.

## В литературе
В романе Рафаэлло Джованьоли «Спартак» Метробий представлен в роли отрицательного персонажа. По приказу Эвтибиды шпионит за Валерией и Спартаком, но при этом отговаривает Эвтибиду, чтобы та не писала письмо Сулле и позже отправляется в погоню за гонцом Эвтибиды. Когда Сулла умер, он рыдает о смерти друга. Через четыре года подслушивает заговор гладиаторов, находясь в роще в нетрезвом состоянии, и идёт доносить консулам, рассказав до этого Цезарю. Был убит Арториксом, другом Спартака, который услышал его разговор о доносе, опасаясь за свою жизнь. Метробий приглашал Арторикса выпить, завлекая в западню. Ещё живого Метробия, с кинжалом в груди, Арторикс бросил в Тибр.